# Parsonsia langiana
Parsonsia langiana är en oleanderväxtart som beskrevs av Ferdinand von Mueller. Parsonsia langiana ingår i släktet Parsonsia och familjen oleanderväxter. Inga underarter finns listade i Catalogue of Life.